# Франц Венцел фон Валис
Франц Венцел фон Валис (на немски: Franz Wenzel Graf von Wallis; * 4 октомври 1696; † 14 януари 1774, Виена) е австрийски граф от род Валис, к. к. фелдмаршал, рицар на ордена на Златното руно и шеф на сухопътния регимент Нр. 11.

## Живот
Той е единствен син на фрайхер Франц Ернст фон Валис († 1702) и съпругата му Анна Терезия фон Рцикцан. Внук е на Оливиер фон Валис (1600 – 1667) и Агнес Мария фон Гутенщайн (1615 – 1676).
Франц Венцел влиза като млад в императорската войска и се бие през 1716 и 1717 г. в Турската война и 1720 г. в Сицилия. През 1765 г. става рицар на австрийския орден на Златното руно.

## Фамилия
Франц Венцел фон Валис се жени на 23 юли 1726 г. за Мария Роза Регина фон Тюрхайм (* 7 септември 1705, Виена; † 20 март 1777), дъщеря на генерал-фелдмаршал граф Франц Себастиан фон Тюрхайм (1665 – 1726) и графиня Мария Максимилиана фон Залбург, фрайин фон Фалкенщайн († 1746). Те имат децата:
- Франц Ернст Оливер Рихард фон Валис (* 24 февруари 1729, Виена; † 18 юли 1784, к. к. кемерер, женен на 17 октомври 1759 г. в Грац за графиня Мария Анна Максимилиана фон Шафгоч, фрайин цу Кинаст и Грайфенщайн (* 6 февруари 1741, Прага; † 26 декември 1814, Прага)
- Михаел Йохан Игнац (* 4 януари 1732; † 18 декември 1798), фелдмаршал
- Оливиер Ремигиус (* 1 октомври 1742; † 19 юли 1799), женен за фрайин Валбурга фон Хенет (* 11 юни 1763; † 21 февруари 1844)
- Йозеф (* 9 юли 1747; † 27 ноември 1793)
- Антония, залезиантска монахиня
- Роса (* 12 юни 1744)
- Каролина, залезиантска монахиня